# Copocrossa bimaculata
Copocrossa bimaculata är en spindelart som beskrevs av George William Peckham och Elizabeth Maria Gifford Peckham 1903. Copocrossa bimaculata ingår i släktet Copocrossa och familjen hoppspindlar. Inga underarter finns listade i Catalogue of Life.